# Kuifleeuwerik
De kuifleeuwerik (Galerida cristata) is een vogel uit de familie van de leeuweriken (Alaudidae). De naam dankt de soort aan de grote kuif.

## Kenmerken
Deze vogel heeft een bruine gevlekte borst. Op de kop prijkt een goed zichtbare kuif, waarvan de veren achter de kop uitsteken.

## Leefwijze en voortplanting
Het voedsel bestaat uit rupsen, sprinkhanen en regenwormen. Soms eet de kuifleeuwerik ook zaden. Het nest wordt gebouwd in de luwte van struiken of een kluit aarde. Het legsel bestaat uit drie tot vijf eieren, die door het vrouwtje elf tot dertien dagen worden bebroed. Beide ouders zorgen voor de jongen.

## Verspreiding en leefgebied
De kuifleeuwerik is van oorsprong een bewoner van steppen en woestijnachtige gebieden. Hij komt voor in Afrika, Azië en Europa met uitzondering van het Verenigd Koninkrijk, Ierland, Scandinavië en Noord-Rusland. De soort neemt in West-Europa snel in aantal af. Hij was in de Lage Landen vooral te vinden in de zeereep, aan stads- en dorpsranden, op braak liggende terreinen, vuilnisbelten en dergelijke.

## Voorkomen in Nederland en Vlaanderen
De kuifleeuwerik vestigde zich pas in de 19de eeuw in Nederland, nam toen toe tot in de jaren 1950 en 1960; toen broedden er naar schatting 5000 tot 10.000 paar. In de jaren 1970 begon een snelle daling. In 1995-1997 waren er nog maar 100 tot 300 paar. Volgens SOVON waren er in 1998-2000 nog circa 70 paar. De soort is in 2004 als ernstig bedreigd op de Nederlandse rode lijst gezet. De vooralsnog laatste maal dat een territorium van de kuifleeuwerik in Nederland werd vastgesteld was in 2015 bij Den Bosch. De meest waarschijnlijke oorzaak voor het verdwijnen van de vogel vormt de veranderde stedenbouw: een compactere bouw, geen verwaarloosde veldjes meer met onkruid maar netjes onderhouden groen. De soort staat ook in Vlaanderen op de Rode Lijst als ernstig bedreigd. In 2013 werden er nog slechts enkele broedparen geteld.

## Ondersoorten
De soort telt 33 ondersoorten:
- G. c. pallida: het Iberisch Schiereiland.
- G. c. cristata: van zuidelijk Scandinavië en Frankrijk tot Oekraïne en Hongarije.
- G. c. neumanni: het westelijke deel van Centraal-Italië.
- G. c. apuliae: zuidelijk Italië en Sicilië.
- G. c. meridionalis: van oostelijk Kroatië tot centraal Griekenland en westelijk Turkije.
- G. c. cypriaca: Rodos, Karpathos en Cyprus.
- G. c. tenuirostris: van oostelijk Hongarije en Roemenië tot zuidelijk Rusland en Kazachstan.
- G. c. caucasica: de oostelijke Aegean islands, noordelijk Turkije en de zuidelijk Kaukasus.
- G. c. kleinschmidti: noordwestelijk Marokko.
- G. c. riggenbachi: westelijk Marokko.
- G. c. carthaginis: van noordoostelijk Marokko tot noordelijk Tunesië.
- G. c. arenicola: noordoostelijk Algerije, zuidelijk Tunesië en noordwestelijk Libië.
- G. c. festae: de noordoostkust van Libië.
- G. c. brachyura: van inlands noordoostelijk Libië tot zuidelijk Irak en noordelijk Arabië.
- G. c. helenae: zuidoostelijk Algerije en zuidwestelijk Libië.
- G. c. jordansi: het Aïrgebergte in noordelijk Niger.
- G. c. nigricans: de Nijldelta in noordelijk Egypte.
- G. c. maculata: centraal Egypte.
- G. c. halfae: zuidelijk Egypte en noordelijk Soedan.
- G. c. altirostris: oostelijk Soedan en Eritrea.
- G. c. somaliensis: zuidelijk Ethiopië, noordelijk Somalië en noordelijk Kenia.
- G. c. balsaci: de kust van Mauritanië.
- G. c. senegallensis: van Mauritanië, Senegal en Gambia tot Niger.
- G. c. alexanderi: van noordelijk Nigeria tot westelijk Soedan en de noordoostelijke Centraal-Afrikaanse Republiek.
- G. c. isabellina: centraal Soedan.
- G. c. cinnamomina: westelijk Libanon en noordwestelijk Israël.
- G. c. zion: zuidelijk Turkije tot noordoostelijk Israël
- G. c. subtaurica: van centraal Turkije tot zuidwestelijk Turkmenistan en noordelijk Iran.
- G. c. magna: van Kazachstan tot zuidelijk Mongolië en noordwestelijk China.
- G. c. leautungensis: noordoostelijk en oostelijk China.
- G. c. coreensis: Korea.
- G. c. lynesi: noordelijk Pakistan.
- G. c. chendoola: van centraal en oostelijk Pakistan via westelijk en noordelijk India tot zuidelijk Nepal.

## Afbeeldingen

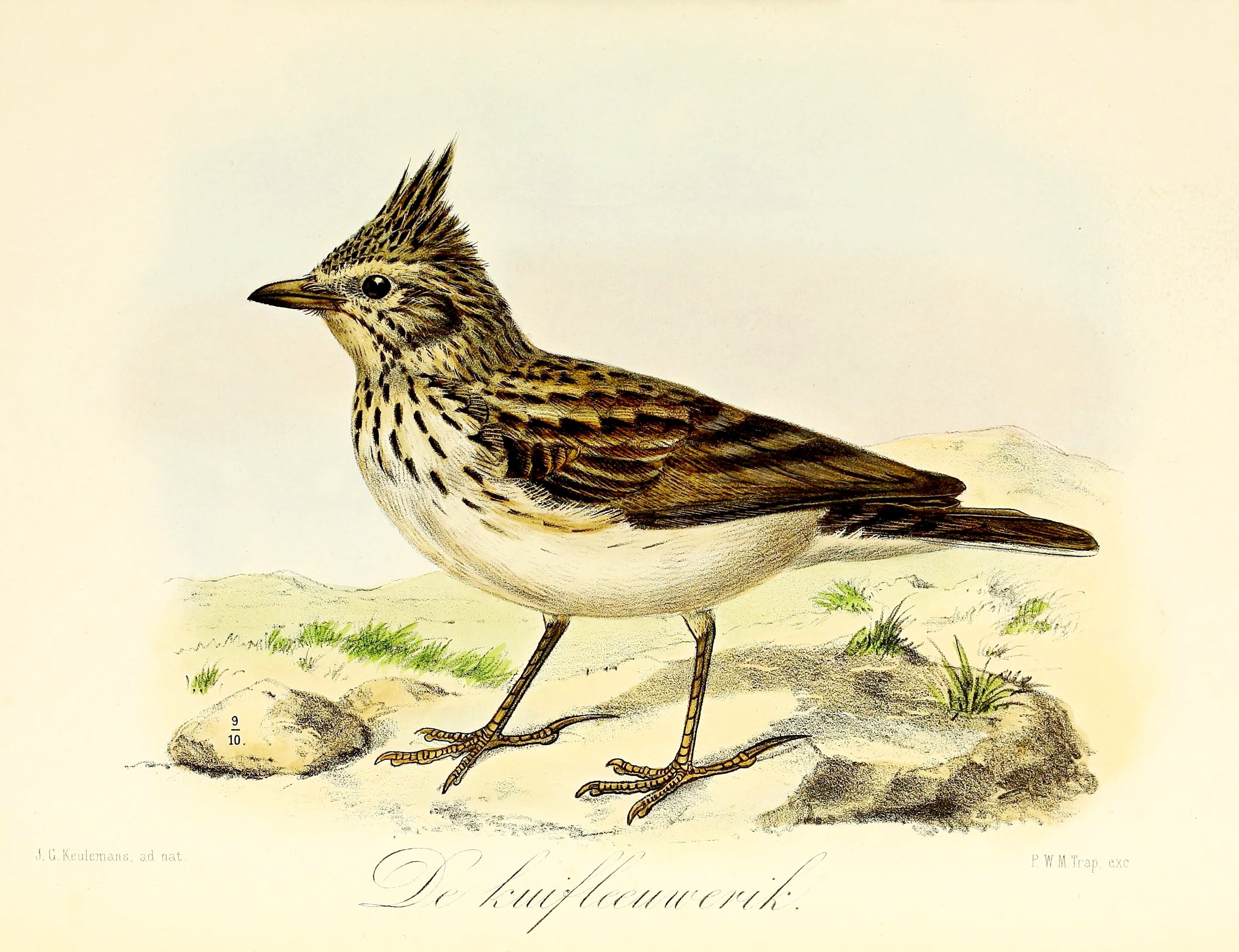
De kuifleeuwerik (1873), John Gerrard Keulemans in Onze vogels in huis en tuin
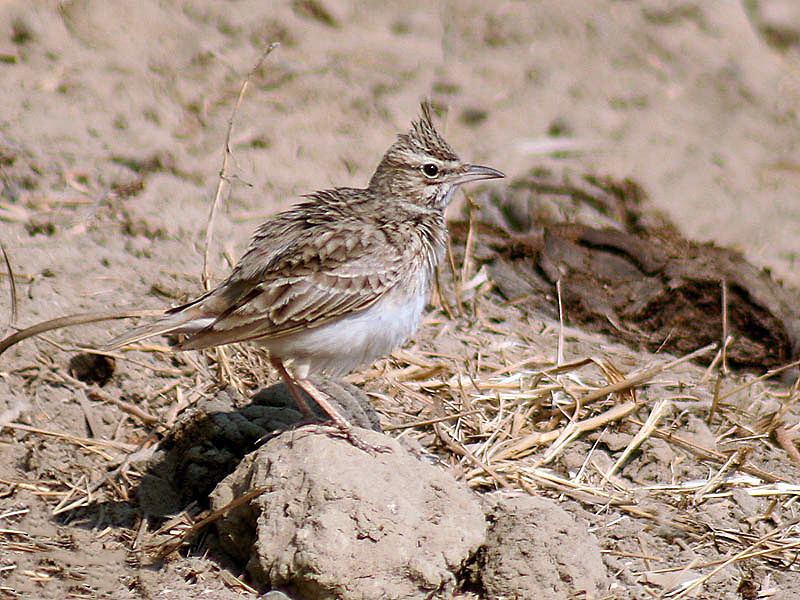
Kuifleeuwerik in Faridabad - een district in Haryana (India)